# ノウタス
ノウタス株式会社（ノウタス、notas inc.）は、日本の農業系スタートアップ企業。果樹生産技術の研究（アグリサイエンス）、農業体験をエンターテインメント化する事業（アグリテインメント）、および行政・企業向けコンサルティングの三領域で農業課題と地域活性に取り組む。

## 沿革
- 2022年4月 – 設立、産直EC「ノウタスモール」β版を公開[3]。
- 2023年1月 – AI広報「成実柚子」入社を発表[4]。
- 2023年4月 – タレントの村上信五が事業開発担当（非常勤）として参画[5]。
- 2023年7月 – ぶどうブランド「パープルM」プロジェクト始動[6]。
- 2024年3月 – 農林水産省「おいしい日本、届け隊」事務局を受託[7][8]。
- 2024年6月 – 大阪府高槻市と包括連携協定を締結、高槻農園を開園[9][10]。
- 2024年8月 – 規格外ぶどうを活用したバウムクーヘンを発売[11]。
- 2025年6月 – WOWOWプラスと地方創生領域で戦略的パートナーシップを締結[12]。
- 2025年6月 – クオンタムリープ代表の中村智広、タレントの村上信五が取締役に就任[13]。

## 事業

### アグリサイエンス
- ぶどう工場 – 高槻農園を拠点に、環境制御・根域制限などスマート農業技術を検証し、大学と共同研究[2]。
- 新品種育成 – 高槻の地域活性化につながる新品種『パープルM』の研究開発を行なっている[9]。

### アグリテインメント
- パープルMプロジェクト – 村上信五がリーダーを務める地域創生プロジェクト。高槻で『シェアツリー』という参加型農園事業を行っている。海外販路開拓も実施[9][6][14][15]。
- パープルバウム – 規格外ぶどう×米粉のグルテンフリー菓子。農福連携とフードロス削減を目的にココトモファームと共同開発[11]。
- ノウタスお天気 – 農家向けピンポイント天気アプリ[1][16]。
- クダモノガリプラス – 観光農園DX SaaS。愛媛県「トライアングルエヒメ」事業に２年連続採択[17][18]。

### アグリキャリア
- ノウタスフリーランス – 農林水産分野に特化した副業・フリーランス人材プラットフォーム[19]。
- 行政・企業向けコンサルティング – 省庁や地方自治体、金融機関のDX推進、AI導入、農業参入コンサルティングなど受託実績を持つ。WOWOWプラスとの提携により地方創生支援を強化[20][21]。

## その他の取り組み
- AI広報・成実柚子 – 生成AIを社員として採用した事例がAIsmileyで紹介されている[22]。